# Mercuriustemplet

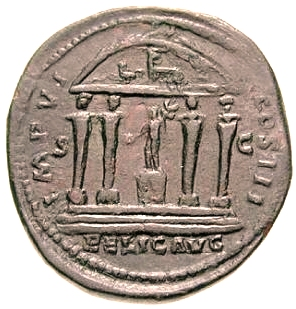
Marco Aurelio - sest. AE 172-173 dC - Cohen 534

Mercuriustemplet var ett tempel på Aventinen i antikens Rom, tillägnad Mercurius.  Det invigdes på initiativ av Marco Letorio år 495 f.Kr. och var därmed ett av de äldsta i Rom. Templet fanns fortfarande kvar under 300-talet. Inga fornlämningar har ännu återfunnits.